# Apogon albimaculosus
Apogon albimaculosus är en fiskart som beskrevs av Kailola, 1976. Apogon albimaculosus ingår i släktet Apogon och familjen Apogonidae. Inga underarter finns listade i Catalogue of Life.